# Condado de Bulloch
O Condado de Bulloch é um dos 159 condados do Estado americano de Geórgia. A sede do condado é Statesboro, e sua maior cidade é Statesboro. O condado possui uma área de 1 784 km², uma população de 55,983 habitantes, e uma densidade populacional de 32 hab/km² (segundo o censo nacional de 2000). O condado foi fundado em 8 de fevereiro de 1796.